# Le Remplaçant (série télévisée)
 (juillet 2025).
Si vous disposez d'ouvrages ou d'articles de référence ou si vous connaissez des sites web de qualité traitant du thème abordé ici, merci de compléter l'article en donnant les références utiles à sa vérifiabilité et en les liant à la section « Notes et références ».
Pour les articles homonymes, voir Le Remplaçant.
Le Remplaçant est une série télévisée française diffusée depuis le 12 avril 2021 sur TF1.

## Synopsis
Nicolas Valeyre est le nouveau professeur de français, remplaçant au lycée Pierre et Marie-Curie (saison 1), ainsi qu'au lycée professionnel Thomas-Pesquet dans les Landes (saison 2), puis au lycée Georges Meliès à Brest (saison 3). Il n'est cependant pas un prof comme les autres et possède une manière d'enseigner peu orthodoxe.

## Distribution
Sauf indication contraire, les informations mentionnées dans cette section peuvent être confirmées par la base de données cinématographiques IMDb,  présente dans la section « Liens externes ».
- JoeyStarr : Nicolas Valeyre
- Sébastien Chassagne : Antoine Maclou, professeur de mathématiques et d'éducation civique

### Saison 1

#### Personnages principaux
- Barbara Schulz : Agnès Letourneur, la proviseure du lycée
- Helena Noguerra : Isabelle, l'ex-femme de Nicolas
- Stéphane Guillon : Xavier Meilleur, professeur
- Laure-Kenza Aazizou : Judith, fille de Nicolas et d'Isabelle, et élève de Nicolas
- Nadia Roz : Nadia, la CPE
- Mounia Moula : Sabine, la professeure de sport
- Armelle : Geneviève Fitoussi, la professeure d'histoire-géographie
- Céline Duhamel : Fabienne, la professeure documentaliste
- Arnaud Ducret : un ami de Nicolas

#### Autres personnages
- Alexander Ferrario : Erwan
- Mahia Zrouki : Célia
- Merveille Nsombi : Abou
- Ilies Kadri : Hakim
- Sylvie Filloux : Elsa
- Noé Besin : Gabin
- Karim Saidi : patron food truck
- Grégory Gaule : policier accident
- Léopold Bara : policier commissariat
- Maïté Cotton : responsable jury finale
- Tanguy Stradivari : M. Richet
- Aurore Broutin : Roxane
- Oxmo Puccino : monsieur Badie (psychologue scolaire)

### Saison 2

#### Personnages principaux et récurrents
- Clémentine Célarié : Maylis Vidal, proviseure du lycée
- Louise Monot : Laure Delgado (Capitaine de police)
- Lyes Salem : Farid Rahmoun, le professeur de couture
- Mikaël Halimi : Louis, le professeur d'histoire
- Dana Fiaque : Angela Diallo, la professeure de menuiserie
- Aurore Broutin : Mireille Lafitte, professeure en communication
- Olivier Chantreau : Martin Kit, professeur de mécanique
- Philippe Roux : Philippe, le gardien
- Emmanuelle Rivière : Véronique, la mère de Roxane
- Bruno Lochet : Christophe, le père de Roxane
- Wim Willaert : Sven, Gardien du camping
- Sarah-Jane Sauvegrain : la mère de Camille
- Frédéric Maranber : le père de Camille
- Philippe Rebbot : employé Pôle Emploi

#### Autres personnages
- Eliott Goldberg : Eliott
- Leah Aubert : Roxane
- Sidwell Weber : Jeanne
- Claire Porcher : Camille
- Stylane Lecaille : Esteban
- Hilaire Gakula : Yacine
- Ambrine Tual : Kim Océane
- Maceo Simon : Damien
- Juliette Mabilat : Sarah
- Najim Zeghoudi : Max
- Yaël Fall : Guillaume
- Julie Lamontagne Fournier : Gaby
- Élodie Godard : Lisa, la fille de madame Vidal

### Saison 3

#### Personnages principaux et récurrents
- Clémentine Célarié : Maylis Vidal, ancienne proviseure du lycée Thomas Pesquet et ami de Nicolas
- François Berléand : Bernard Audoin
- Marc Fraize : Gwendal Kerandec, le proviseur
- Meriem Serbah : Katy
- Bass Dhem : Joseph, le père de Nicolas
- Julie Debazac : Victoire Dollet, la CPE
- Anne Azoulay : Élise, la professeure de philo
- Ted Etienne : Kévin, le professeur de maths
- Agathe Natanson : Fiona, la professeure d'anglais
- Dinara Drukarova : Olga, la femme de ménage
- Eva Rami : Clara

#### Autres personnages
- Pénélope Van Baelen : Marie
- Gavril Dartevelle : Enzo Clamart
- Julien Le Berre : Tristan Leroy
- Nour Alexandre : Jules
- Kali Boisson : Sofia
- Sania Halifa : Mathilde Outtara
- Louve Le Coadou : Lucie
- Bonnie El Bokeili : Nora
- Côme Peronnet : Marco
- Lilya Adad : Zoé, la pote de Jules
- Abdallah Charki : Killian
- Gio Ventura : Louane
- Gabin Jouillerot : Gabin
- Oussoumane Drame : Idriss
- Nafy Souare : Rokia
- Léonie Garcia : Lila
- Zachary Laroubi : Gustave

## Production

### Tournage
Le tournage a lieu en décembre entre Dax et Capbreton.

### Fiche technique
Sauf indication contraire, les informations mentionnées dans cette section peuvent être confirmées par la base de données cinématographiques Allociné,  présente dans la section « Liens externes ».
- Réalisation : Nicolas Guicheteau, Julien Seri (saison 1), Stéphanie Murat (saison 2 et 3)
- Scénario : Chloé Marçais, Joris Morio, Jean-André Yerlès
- Sociétés de production : Black Dynamite Production et Exilène Films
- Pays de production :  France
- Durée : 52 minutes
- Nombre de saisons : 3
- Nombre d'épisodes : 22
- Dates de première diffusion : 
  - Belgique : 31 mars 2021
  - Suisse : 9 avril 2021
  - France : 
    - Saison 1 : 12 avril 2021 sur TF1
    - Saison 2 : 27 mai 2024 sur TF1
    - Saison 3 : 9 juin 2025 sur TF1

## Épisodes

### Première saison (2021-2022)
Les épisodes, sans titre, sont numérotés de 1 à 10. 

### Deuxième saison (2024)
1. Mon père ce héros
2. Au travail !
3. Le choix de Camille
4. Liaisons dangereuses
5. Stupéfiant
6. Vers les étoiles

### Troisième saison (2025)
1. Miss Parfaite
2. Champion !
3. Déclassé
4. Inséparables
5. Pirate
6. Amoureuse

## Univers de la série

### Personnages

Principaux personnages de la série pour la saison 1
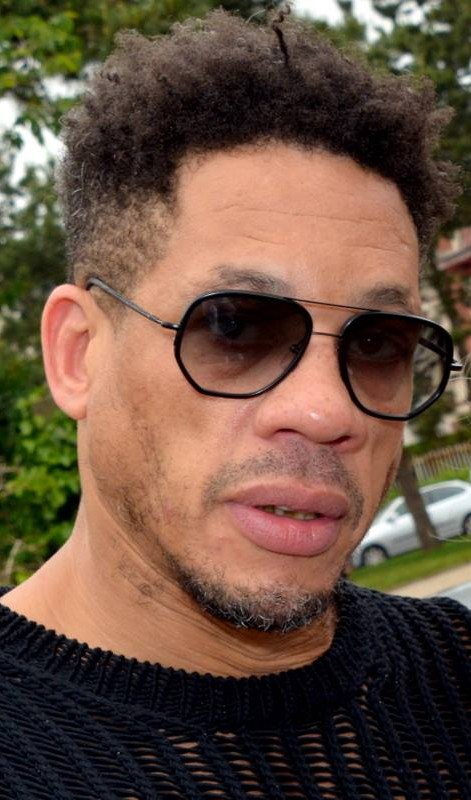
Nicolas Valeyre (JoeyStarr)
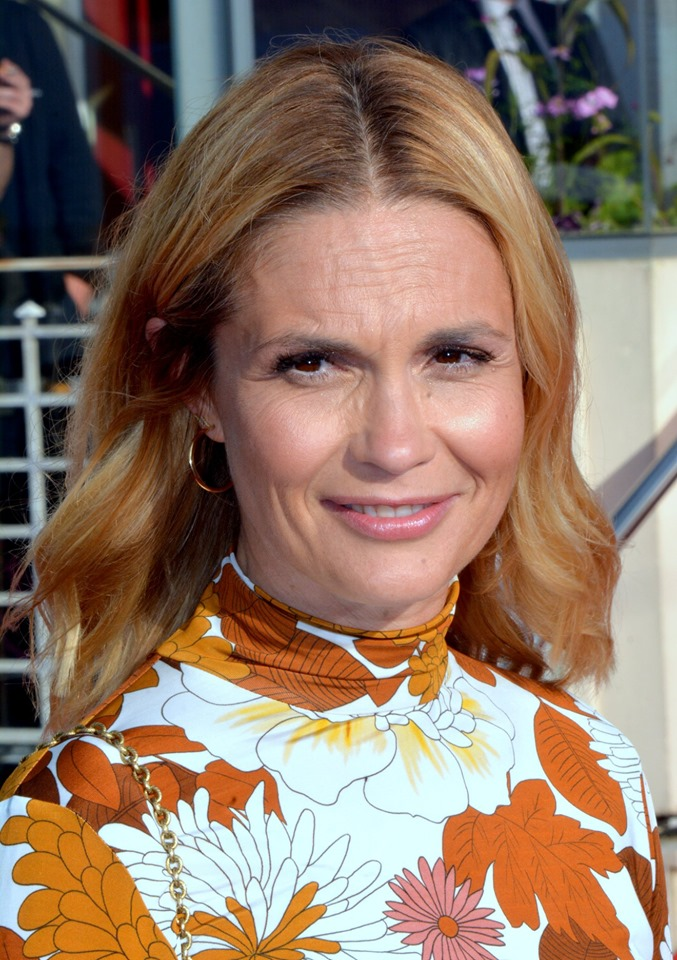
Agnès Letourneur (Barbara Schulz)
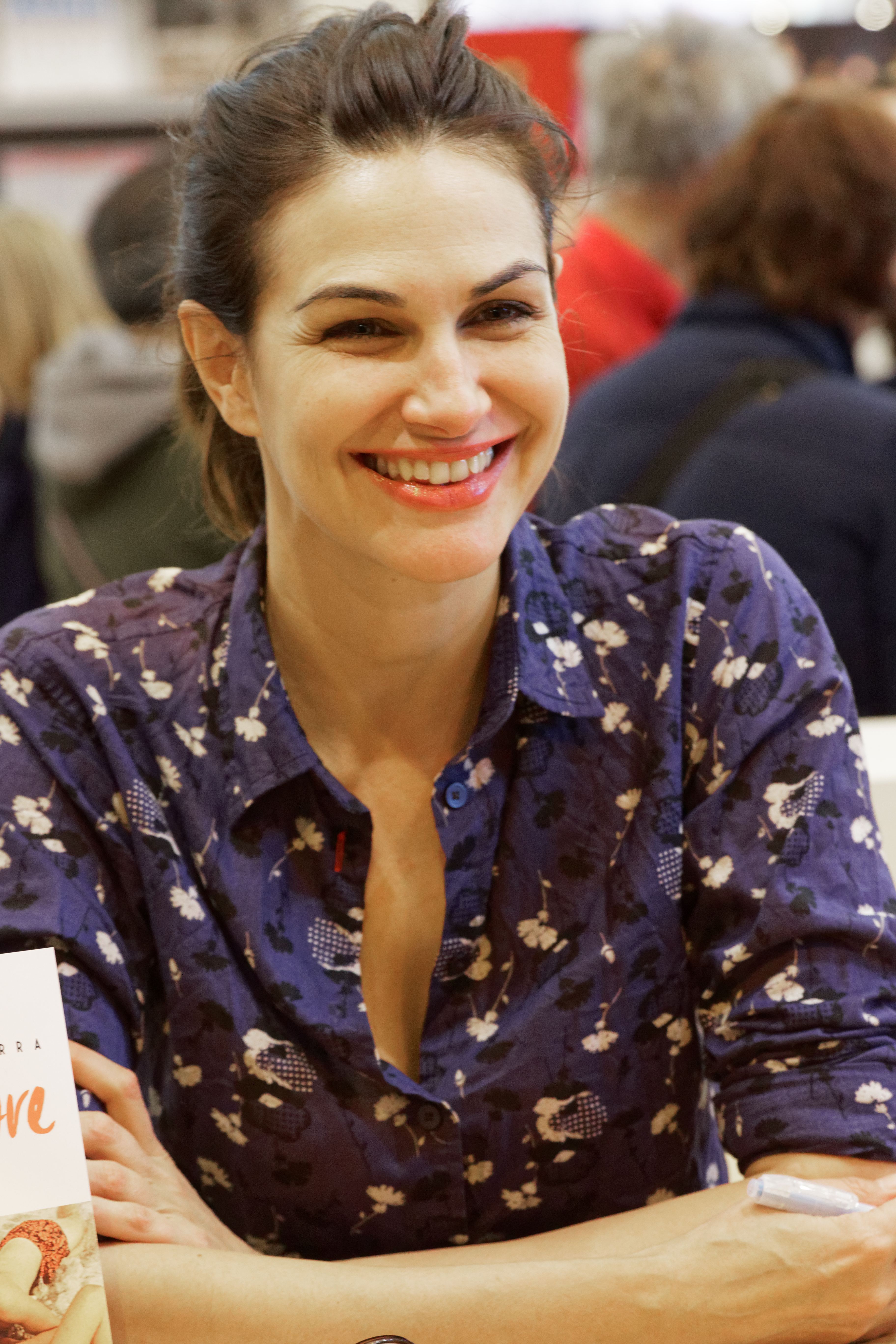
Isabelle (Helena Noguerra)
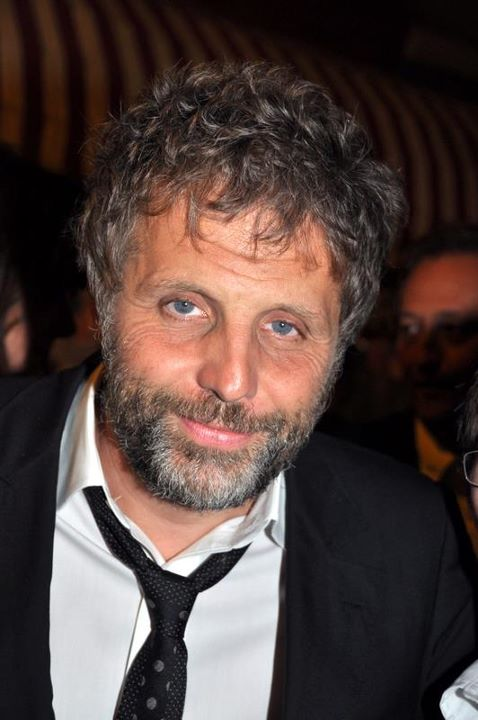
Xavier Meilleur (Stéphane Guillon)
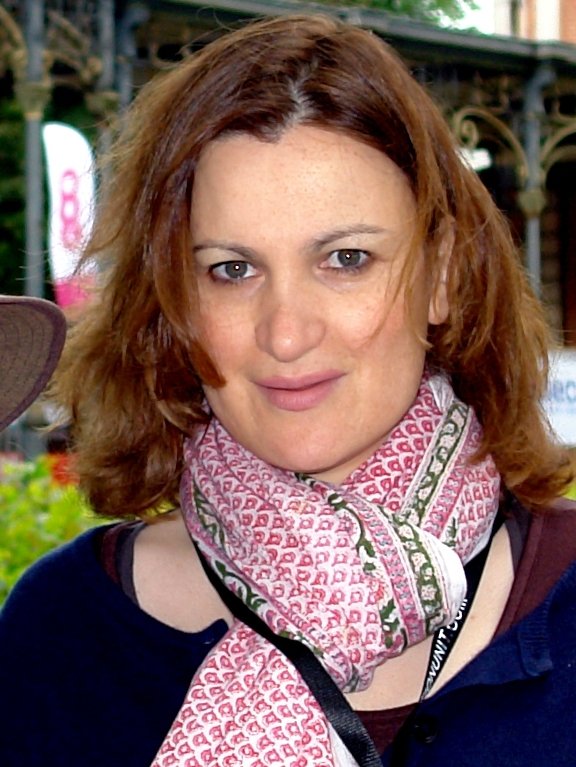
Geneviève (Armelle)

## Accueil

### Première saison

#### En France
En France, la première saison est diffusée le lundi à 21 h 10 sur TF1 par salve de deux épisodes sur plusieurs cycles de diffusion du 12 avril 2021 au 24 octobre 2022.
| Épisode | Diffusion             | Diffusion         | Audience moyenne          | Audience moyenne                       | Audience moyenne         | Audience moyenne | Réf.  |
| Épisode | Jour                  | Horaire           | Nombre de téléspectateurs | Part de marché (sur les 4 ans et plus) | Part de marché (FRDA-50) | Classement       | Réf.  |
| ------- | --------------------- | ----------------- | ------------------------- | -------------------------------------- | ------------------------ | ---------------- | ----- |
| 1       | Lundi 12 avril 2021   | 21 h 10 - 22 h 05 | 6 990 000                 | 26,8 %                                 | 32,5 %                   | 1er              | [ 3 ] |
| 2       | Lundi 12 avril 2021   | 22 h 05 - 23 h 00 | 6 240 000                 | 27,8 %                                 | 32,5 %                   | 1er              | [ 3 ] |
| 3       | Lundi 21 mars 2022    | 21 h 10 - 22 h 05 | 3 390 000                 | 15,8 %                                 | 22,6 %                   | 2e               | [ 4 ] |
| 4       | Lundi 21 mars 2022    | 22 h 05 - 23 h 00 | 2 890 000                 | 16,4 %                                 | 22,6 %                   | 2e               | [ 4 ] |
| 5       | Lundi 9 mai 2022      | 21 h 10 - 22 h 05 | 3 380 000                 | 15,2 %                                 | 21,5 %                   | 1er              | [ 5 ] |
| 6       | Lundi 9 mai 2022      | 22 h 05 - 23 h 00 | 3 080 000                 | 17 %                                   | 21,5 %                   | 1er              | [ 5 ] |
| 7       | Lundi 17 octobre 2022 | 21 h 10 - 22 h 05 | 2 700 000                 | 11,6 %                                 | 14,7 %                   | 3e               | [ 6 ] |
| 8       | Lundi 17 octobre 2022 | 22 h 05 - 23 h 00 | 2 430 000                 | 12,7 %                                 | 14,7 %                   | 3e               | [ 6 ] |
| 9       | Lundi 24 octobre 2022 | 21 h 10 - 22 h 05 | 3 040 000                 | 13,9 %                                 | 19,4 %                   | 2e               | [ 7 ] |
| 10      | Lundi 24 octobre 2022 | 22 h 05 - 23 h 00 | 2 650 000                 | 14,1 %                                 | 19,4 %                   | 2e               | [ 7 ] |

- Les plus hauts chiffres d'audience
- Les plus bas chiffres d'audience

### Deuxième saison

#### En France
En France, la deuxième saison est diffusée le lundi à 21 h 10 sur TF1 par salve de deux épisodes du 27 mai au 10 juin 2024.
| Épisode              | Diffusion            | Diffusion            | Audience moyenne          | Audience moyenne                       | Audience moyenne         | Audience moyenne | Réf.   |
| Épisode              | Jour                 | Horaire              | Nombre de téléspectateurs | Part de marché (sur les 4 ans et plus) | Part de marché (FRDA-50) | Classement       | Réf.   |
| -------------------- | -------------------- | -------------------- | ------------------------- | -------------------------------------- | ------------------------ | ---------------- | ------ |
| 1                    | Lundi 27 mai 2024    | 21 h 10 - 22 h 15    | 3 970 000                 | 19,8 %                                 | 23,1 %                   | 1er              | [ 8 ]  |
| 2                    | Lundi 27 mai 2024    | 22 h 15 - 23 h 10    | 3 270 000                 | 20,2 %                                 | 23,1 %                   | 1er              | [ 8 ]  |
| 3                    | Lundi 3 juin 2024    | 21 h 10 - 22 h 10    | 3 570 000                 | 17,9 %                                 | 22,7 %                   | 1er              | [ 9 ]  |
| 4                    | Lundi 3 juin 2024    | 22 h 10 - 23 h 00    | 3 090 000                 | 18,5 %                                 | 22,7 %                   | 1er              | [ 9 ]  |
| 5                    | Lundi 10 juin 2024   | 21 h 10 - 22 h 10    | 3 750 000                 | 18,1 %                                 | 19,4 %                   | 1er              | [ 10 ] |
| 6                    | Lundi 10 juin 2024   | 22 h 10 - 23 h 10    | 3 130 000                 | 18,4 %                                 | 19,4 %                   | 1er              | [ 10 ] |
|                      |                      |                      |                           |                                        |                          |                  |        |
| Moyenne de la saison | Moyenne de la saison | Moyenne de la saison | 3 460 000                 | 18,8 %                                 | 21,7 %                   | 1er              | [ 11 ] |

- Les plus hauts chiffres d'audience
- Les plus bas chiffres d'audience

### Troisième saison

#### En France
En France, la troisième saison est diffusée le lundi à 21 h 10 sur TF1 par salve de deux épisodes du 9 au 23 juin 2025.
| Épisode              | Diffusion            | Diffusion            | Audience moyenne          | Audience moyenne                       | Audience moyenne         | Audience moyenne | Réf.   |
| Épisode              | Jour                 | Horaire              | Nombre de téléspectateurs | Part de marché (sur les 4 ans et plus) | Part de marché (FRDA-50) | Classement       | Réf.   |
| -------------------- | -------------------- | -------------------- | ------------------------- | -------------------------------------- | ------------------------ | ---------------- | ------ |
| 1                    | Lundi 9 juin 2025    | 21 h 10 - 22 h 10    | 3 030 000                 | 16,8 %                                 | 22,3 %                   | 2e               | [ 12 ] |
| 2                    | Lundi 9 juin 2025    | 22 h 10 - 23 h 15    | 2 760 000                 | 19,1 %                                 | 22,3 %                   | 1er              | [ 12 ] |
| 3                    | Lundi 16 juin 2025   | 21 h 10 - 22 h 10    | 2 750 000                 | 15,1 %                                 | 16,6 %                   | 2e               | [ 13 ] |
| 4                    | Lundi 16 juin 2025   | 22 h 10 - 23 h 15    | 2 170 000                 | 15,4 %                                 | 16,6 %                   | 1er              | [ 13 ] |
| 5                    | Lundi 23 juin 2025   | 21 h 10 - 22 h 10    | 2 710 000                 | 15,9 %                                 | 20,2 %                   | 2e               | [ 14 ] |
| 6                    | Lundi 23 juin 2025   | 22 h 10 - 23 h 15    | 2 330 000                 | 16,9 %                                 | 20,2 %                   | 1er              | [ 14 ] |
|                      |                      |                      |                           |                                        |                          |                  |        |
| Moyenne de la saison | Moyenne de la saison | Moyenne de la saison | 2 620 000                 | 16,5 %                                 | 19,7 %                   |                  | [ 15 ] |

- Les plus hauts chiffres d'audience
- Les plus bas chiffres d'audience